# Le Marigot
Le Marigot är en ort och kommun i Martinique. Den ligger i den norra delen av Martinique, 40 km norr om huvudstaden Fort-de-France.